# Floris V-pad
Het Floris V-pad (LAW 1-3) is een langeafstandswandelpad met een lengte van 245 kilometer van Amsterdam naar Bergen op Zoom. De route is in beide richtingen met wit-rode tekens gemarkeerd en in een gidsje beschreven.
Het pad wordt beheerd door de organisatie Wandelnet. Het pad is vernoemd naar Floris V (1254 - 1296, graaf van Holland en Zeeland).
Met het Friese Woudenpad en het Pionierspad vormt het Floris V-pad het Diagonaalpad.

## Route
De route loopt van Amsterdam via Ankeveen en 's-Graveland langs Hilversum en de Loosdrechtse Plassen naar Loenen aan de Vecht. Achter Mijnden wordt de A2 overgestoken; via Oud-Aa en Kockengen wordt Woerden bereikt. (NB: station Breukelen wordt niet meer aangedaan!) Hierna wordt de Lange Linschoten tot Oudewater gevolgd, en gaat de route over een tiendweg en langs de Vlist naar Schoonhoven.
Hier gaat de wandelaar met een veer over de Lek. Bij Groot-Ammers is Het Liesveld gelegen, een voormalig ooievaarsdorp. De route vervolgt langs een lange tiendweg langs Streefkerk en Nieuw-Lekkerland naar Kinderdijk. Langs de molens van Kinderdijk gaat de route naar Oud-Alblas en door het Alblasserbos naar Papendrecht. Hier wordt de Beneden-Merwede overgestoken, en langs het natuurgebied De Kikvorsch wordt de Nieuwe Merwede bereikt. Langs het (niet toegankelijke) natuurgebied de Dordtse Biesbosch wordt de Dordtsche Kil bereikt, die via de Kiltunnel gekruist wordt. Langs de Dordtsche Kil gaat de route naar Strijensas (De route is omgelegd voor de HSL-Zuid).
Vanaf Strijensas loopt de route door de polder tot Numansdorp, waar het Haringvliet wordt overgestoken. Via Willemstad en Dinteloord doet de route het Volkerak aan bij het natuurgebied Dintelse Gorzen. Hierna gaat de route door Steenbergen naar Bergen op Zoom.
Opgemerkt wordt dat in het voorjaar op een aantal plaatsen, met name op de tiendwegen, broedende zwanen kunnen worden aangetroffen, hetgeen tot flinke omwegen kan leiden.

### Etappes
| etappe | van                            | naar                           | lengte (km) |
| ------ | ------------------------------ | ------------------------------ | ----------- |
| 1      | Amsterdam Dam                  | Weesp station                  | 17          |
| 2      | Weesp station                  | Kortenhoef                     | 21          |
| 3      | Kortenhoef                     | Nieuwer ter Aa                 | 19          |
| 4      | Nieuwer ter Aa                 | Woerden station                | 21          |
| 5      | Woerden station                | Oudewater                      | 13          |
| 6      | Oudewater                      | Schoonhoven veerpont           | 17          |
| 7      | Schoonhoven veerpont           | Nieuw-Lekkerland               | 21          |
| 8      | Nieuw-Lekkerland               | Dordrecht station Stadspolders | 22          |
| 9      | Dordrecht station Stadspolders | Dordrecht (Kiltunnel)          | 19          |
| 10     | Dordrecht (Kiltunnel)          | Numansdorp                     | 21          |
| 11     | Numansdorp                     | Dinteloord                     | 24          |
| 12     | Dinteloord                     | Steenbergen                    | 21          |
| 13     | Steenbergen                    | Bergen op Zoom (Klavervelden)  | 18          |

## Aansluitende paden
Het pad heeft aansluitingen op het Pionierspad en het Zuiderzeepad in Muiden, het Trekvogelpad en de Stelling van Amsterdam in Weesp, het Waterliniepad op diverse plaatsen in de Vechtstreek, het Marskramerpad in Breukelen, het Groene Hartpad in Woerden, het Pelgrimspad en het Oeverloperpad bij Schoonhoven, en het Grenslandpad bij Bergen op Zoom.
De gehele route maakt deel uit van de GR12, die van Amsterdam naar Parijs loopt.

## Openbaar vervoer
De route heeft aansluitingen op het openbaar vervoer met stations te Weesp, Breukelen, Woerden, Dordrecht-Stadspolders (ca. 2 kilometer buiten de route) en Bergen op Zoom, en busverbindingen met de meeste andere plaatsen. De route loopt zo veel mogelijk over onverharde paden. Kampeermogelijkheden zijn in redelijke mate aanwezig.

## Afbeeldingen

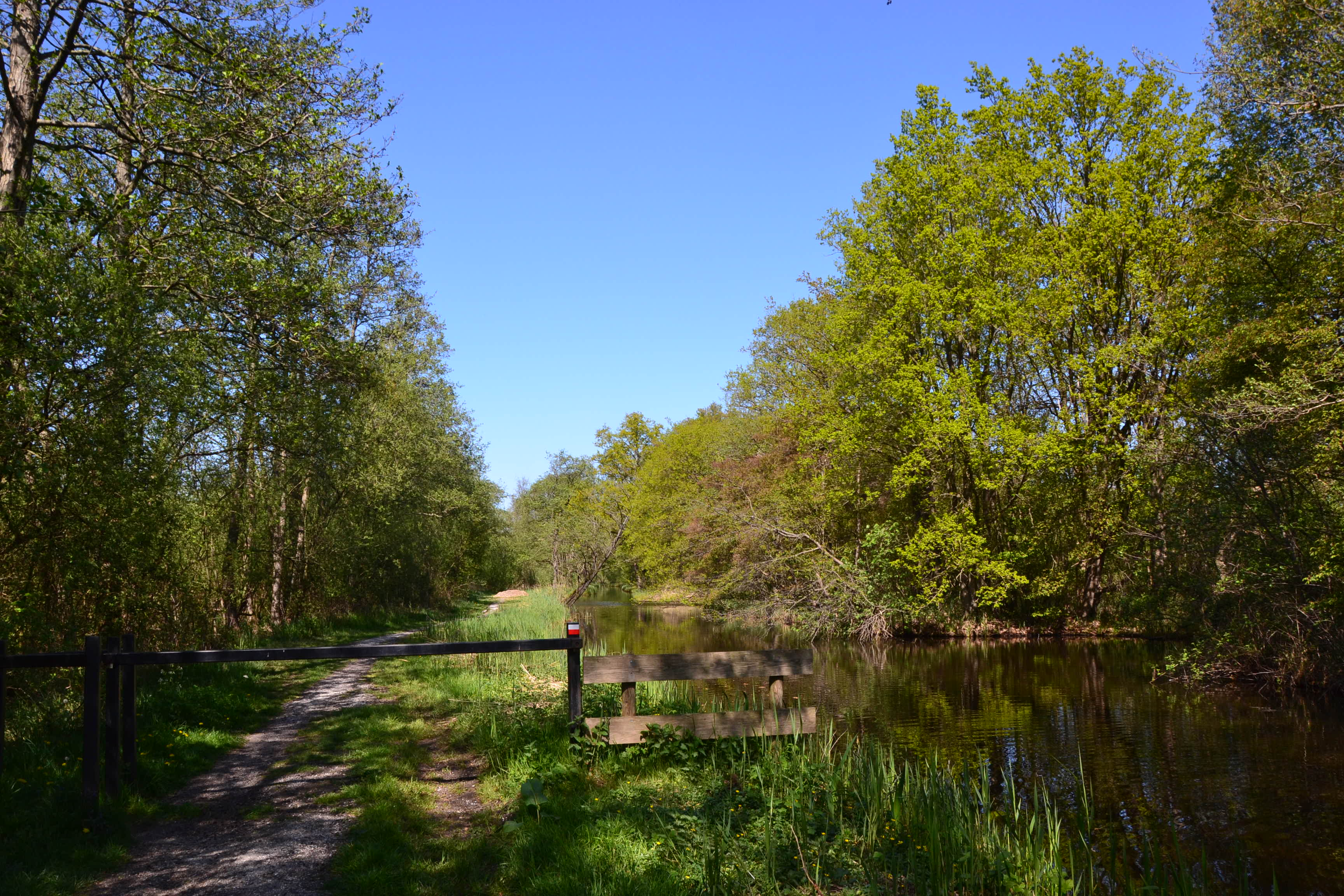
Bij Ankeveen
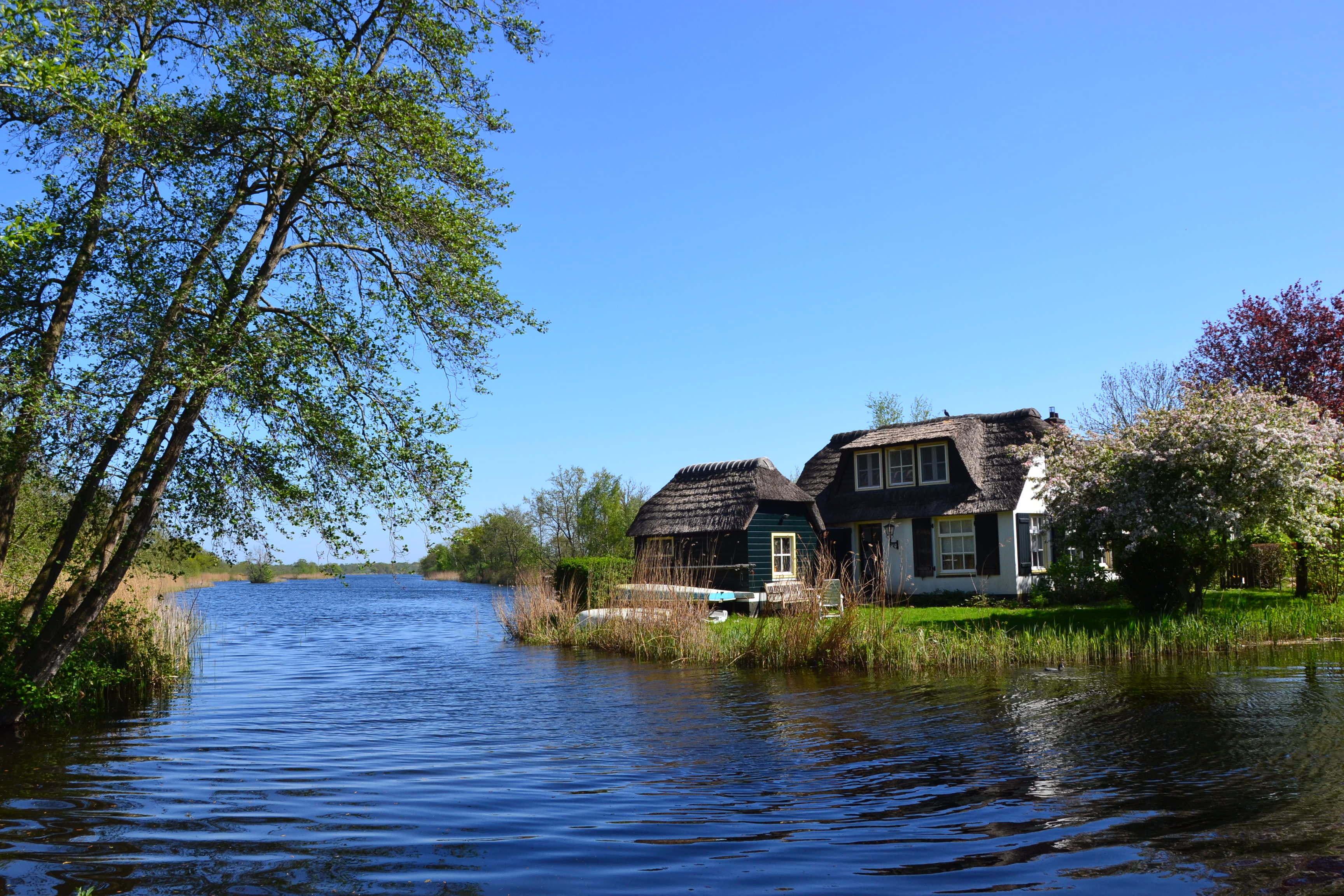
Idem
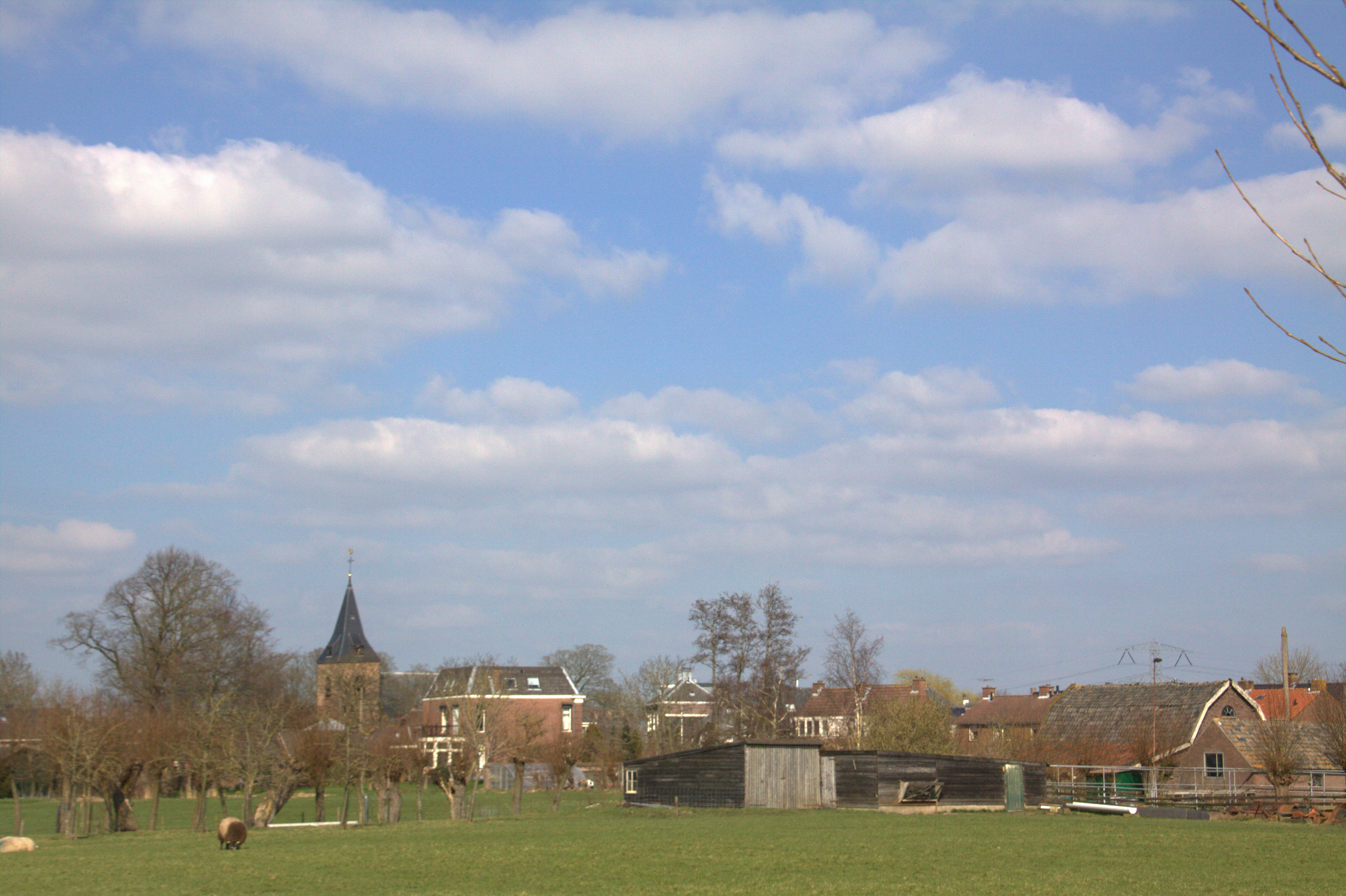
Nieuwer Ter Aa
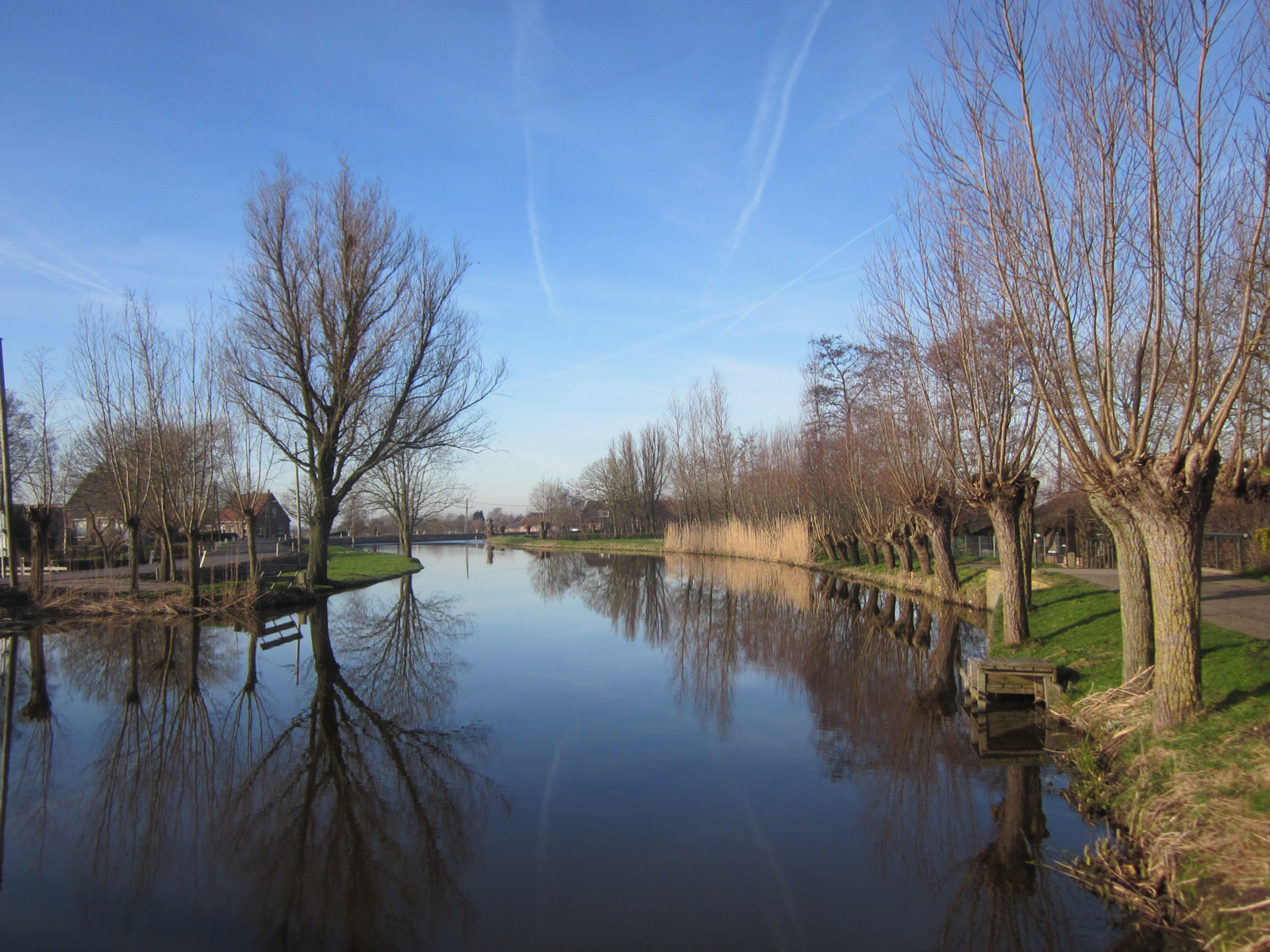
Langs de Vlist
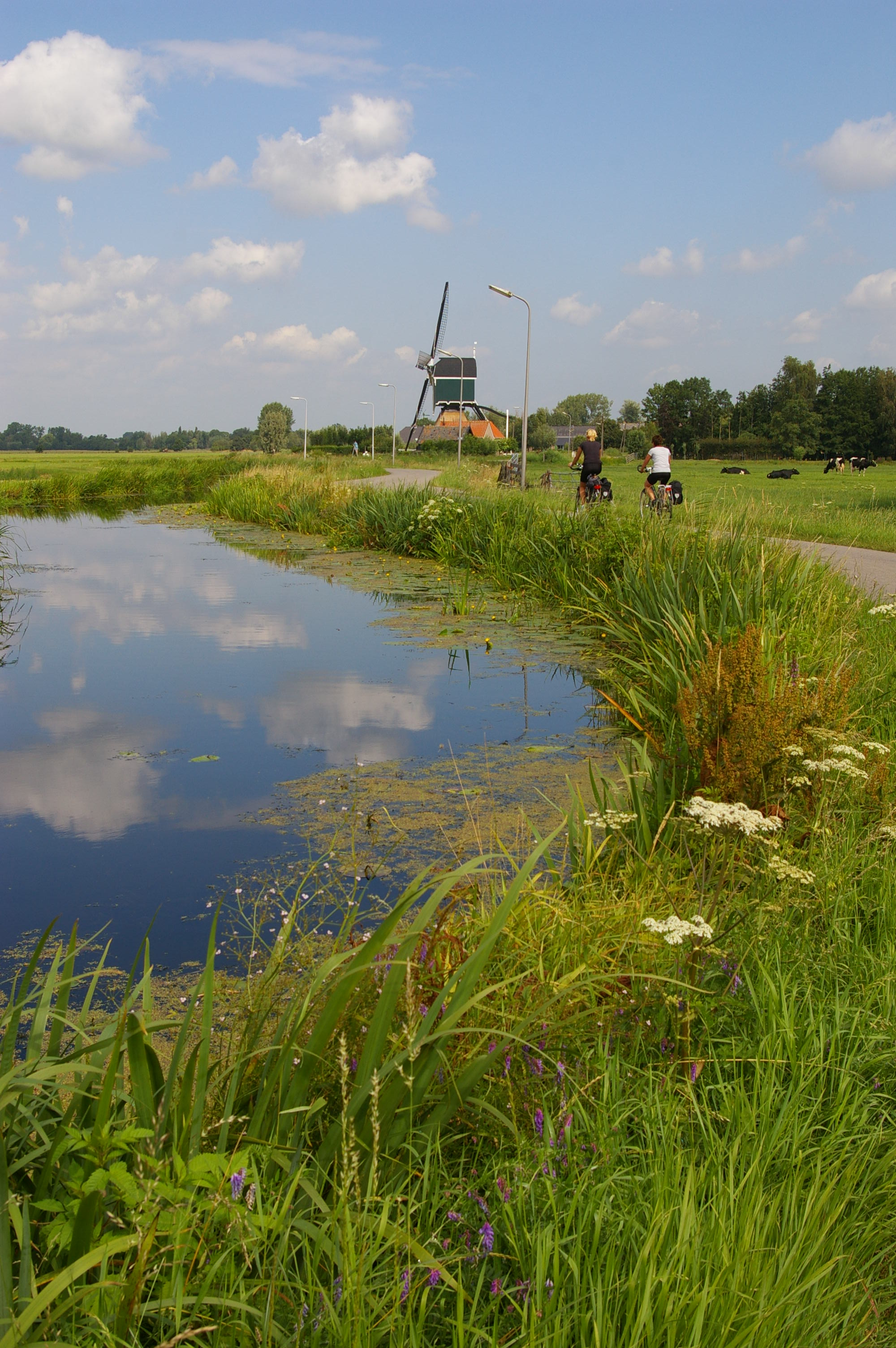
Molen Bonrepas (Floris V-pad en Pelgrimspad lopen hier samen)
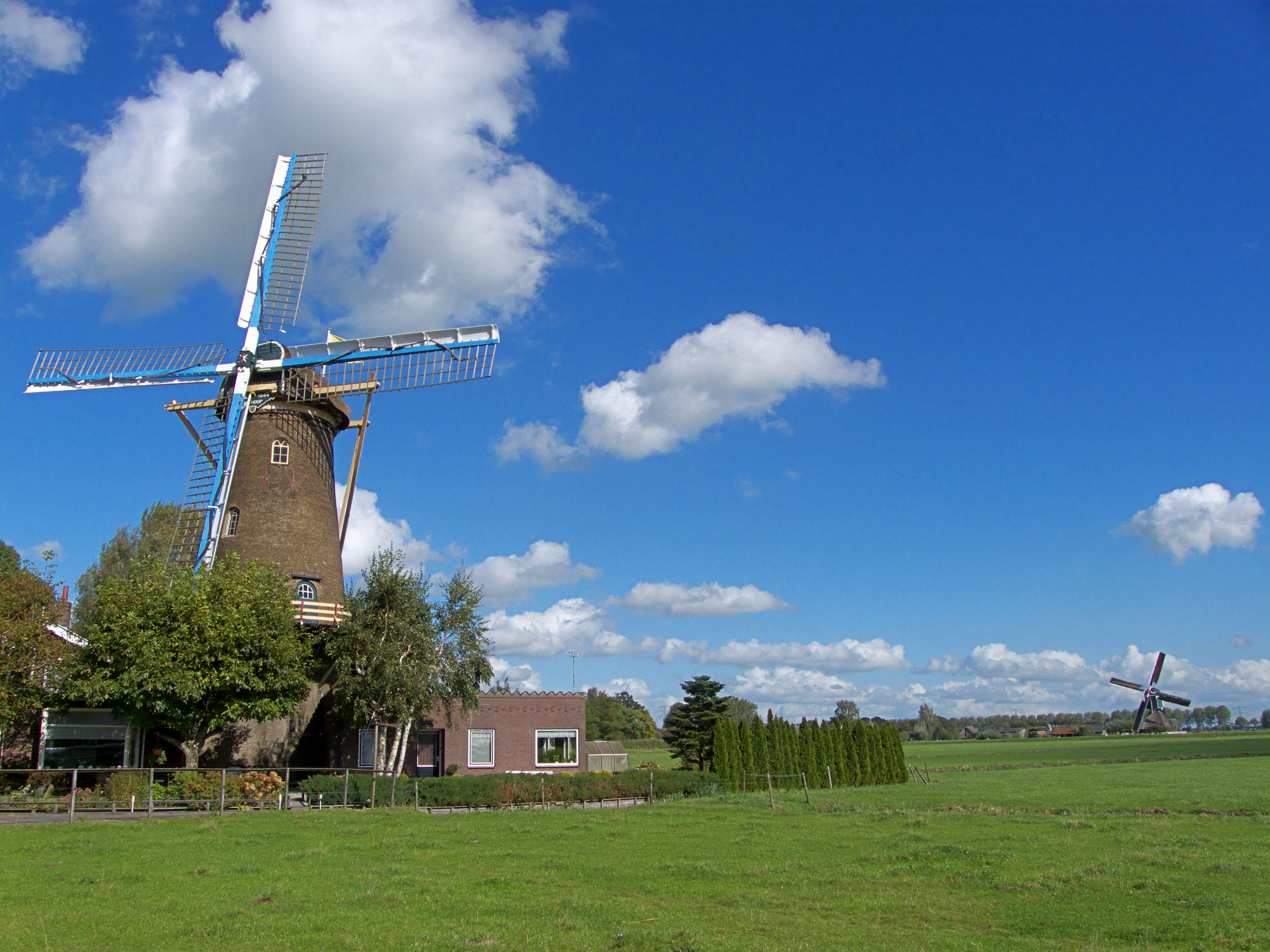
Molen De Hoop, Oud-Alblas
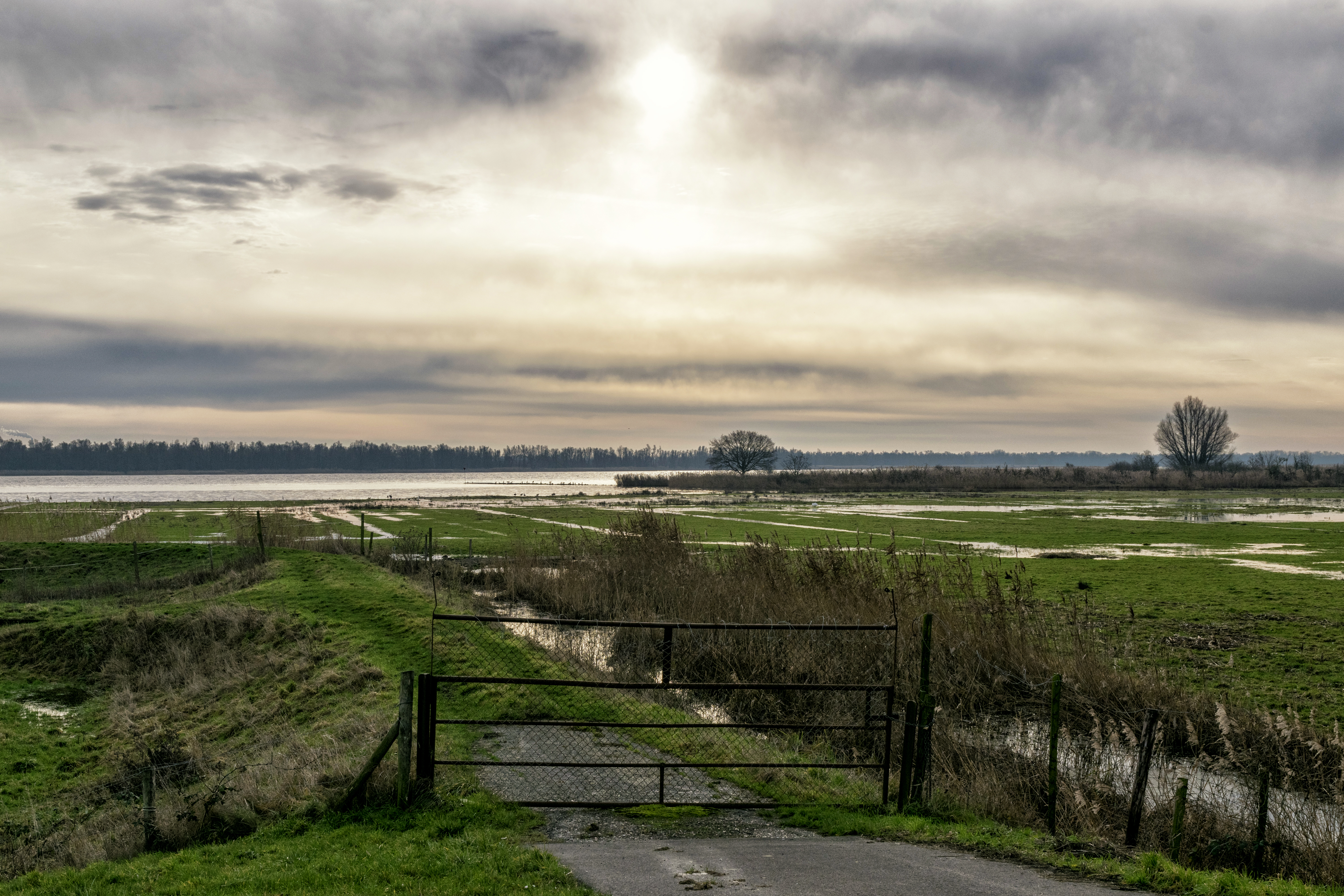
Dordtse Biesbosch
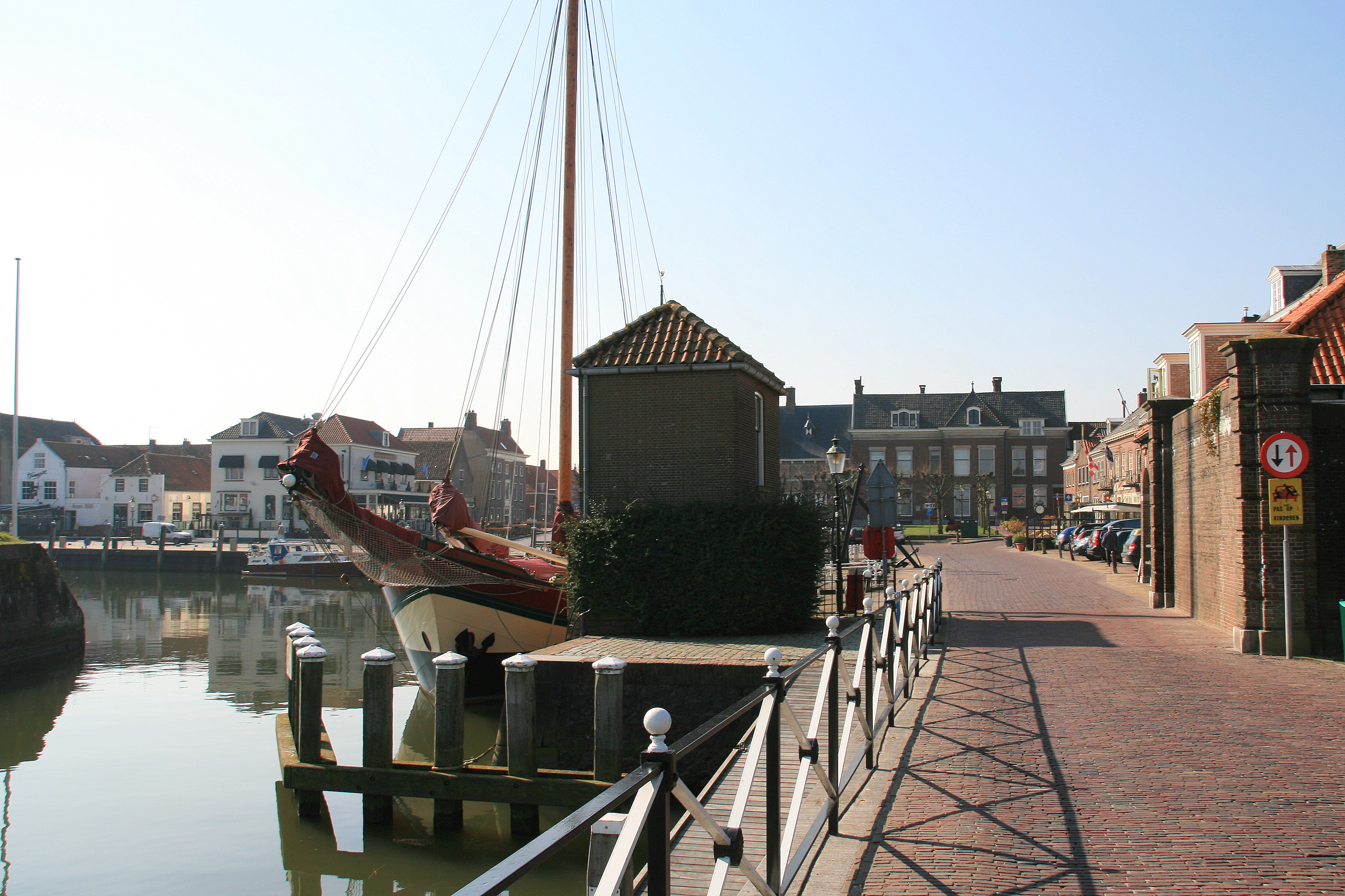
Willemstad
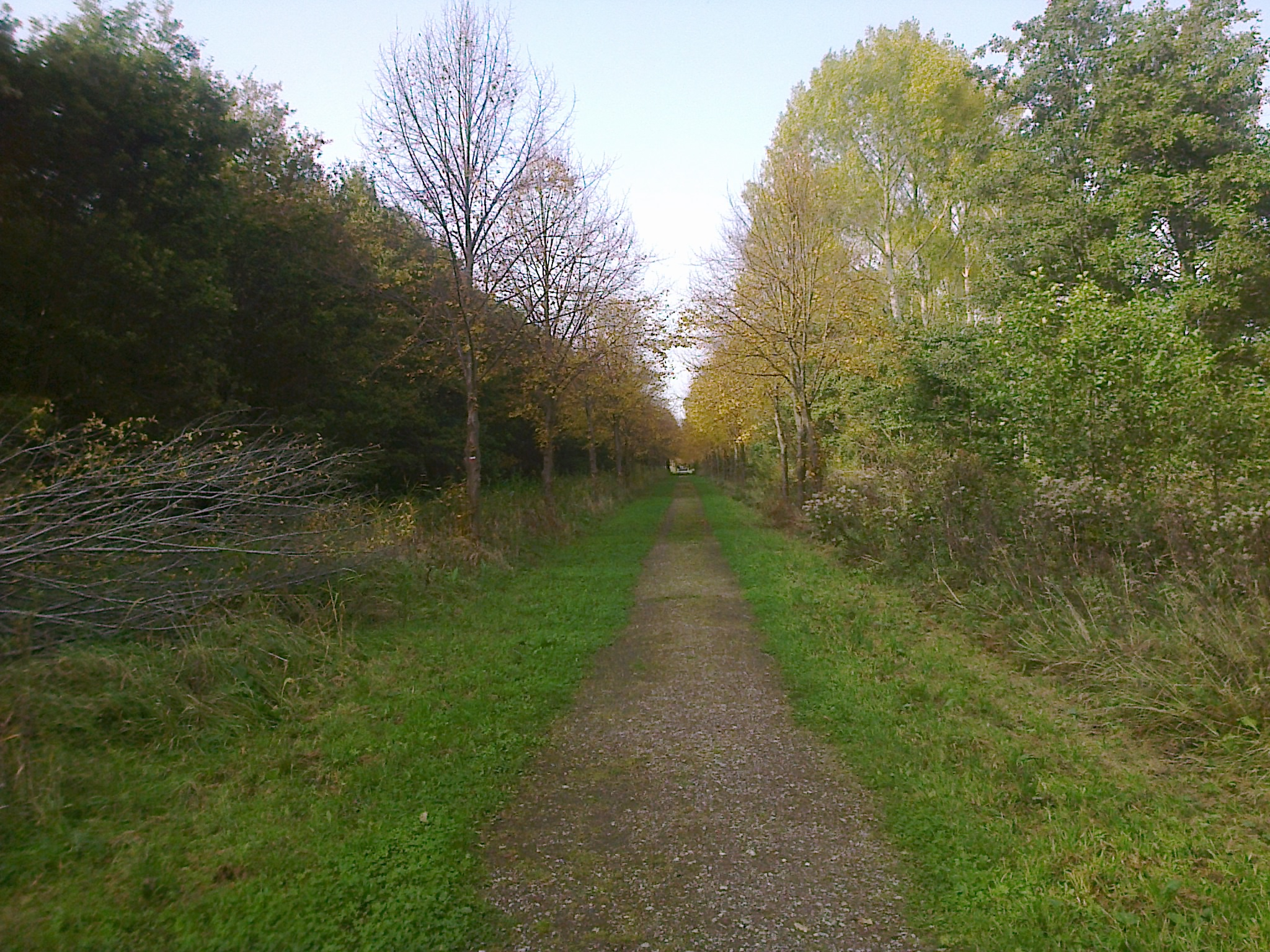
Het Floris V-pad loopt hier door De Elzen bij Dordrecht